# Altorfer Liegestuhl
Der Altorfer Liegestuhl, Embru-Modell 558 ist ein 1948 von Huldreich Altorfer jr. (1911–1980) entworfener Liegestuhl. Er zählt heute zu den Designklassikern und wird in leicht veränderter Form bis heute in der Schweiz hergestellt. Er ist vermutlich der Urvater aller späteren «Spaghettistühle» der 1970er- und 1980er-Jahre.

## Geschichte
Der Altorfer Liegestuhl wurde 1948 vom Schweizer Huldreich Altorfer jr., Sohn des damaligen Direktors der Fabrik Embru in Rüti (ZH) entworfen. Produziert wurde der Stuhl unter der Modellbezeichnung Altorfer Liegestuhl Modell 1158 von 1949 bis 1970 bei der von Huldreich Altorfer gegründeten Altorfer AG, Wald ZH und ab 1970 nach Übernahme der Altorfer AG, in leicht veränderter Form, bei der Embru.
Im Jahr 1964 wurde er von Max Bill mit der «Guten Form» ausgezeichnet. Er zählt zu den Designklassikern und wird bis heute unter der Modellbezeichnung Embru-Modell 558 hergestellt und verkauft. Anfänglich war er nur für den Gebrauch im Garten gedacht, heute wird er auch oft im Objektbereich eingesetzt. Zur Liege gesellte sich bald auch ein passender Stuhl und Sessel, im Volksmund «Spaghettistuhl» genannt. Dieser ist von anderen Designern und Herstellern unzählige Male neuinterpretiert worden.

## Design
Der Embru-Modell 558 zeichnet sich durch seine zeitlose Form und extreme Haltbarkeit aus. Er besteht aus einem feuerverzinkten Rohrgestell und wird anschliessend in Handarbeit mit 160 Meter farbigen Kunststoffschnüren (PVC) bespannt was ihm sein unverkennbares Aussehen verleiht und der Grund für den Beinamen Spaghettistuhl ist. Der Altorfer Liegestuhl ist zusammenklappbar und wettertauglich.